# Janów (Wolbórz)
Pour les articles homonymes, voir Janów.
Janów (prononciation [ˈjanuf]) est un village de la gmina de Wolbórz, du powiat de Piotrków, dans la voïvodie de Łódź, situé dans le centre de la Pologne.
Il se situe à environ 6 kilomètres au sud-est de Wolbórz (siège de la gmina), 18 kilomètres au nord-est de Piotrków Trybunalski (siège du powiat) et 46 kilomètres au sud-est de Łódź (capitale de la voïvodie).
Sa population s'élève approximativement à 40 habitants en 2006.

## Administration
De 1975 à 1998, le village était attaché administrativement à l'ancienne voïvodie de Piotrków.

Depuis 1999, il fait partie de la nouvelle voïvodie de Łódź.